# Koncz Boldizsár
Nagy-solymosi Koncz Boldizsár (1624 – 1684. április 16.) unitárius lelkész, erdélyi magyar unitárius püspök 1663-tól haláláig.

## Élete
Koncz Boldizsár parajdi kamaraispán és Incze Kata fia. Tanulását Kolozsvárt Dalnoki Mihály iskolaigazgató alatt folytatta; külföldi akadémiáiról haza jövén, papi hivatalra alkalmazták (1654) Thoroczkón az ottani unitárius ekklesiában, ahol 1661. december 22-ig volt pap; ekkor Kolozsvárra ment lelkésznek. 1663. október 21-én az ádámosi zsinaton püspökké választatott. 1669-ben tartatott az ő püspöksége alatt Kis-Sároson a legelső képviseleti egyházi gyűlés. A Rákóczi és Kemény János fejedelmek alatti hadakban elpusztult unitárius egyházakat és falusi iskolákat helyreállította. Jelen volt az 1676. november 21-iki gyulafehérvári országgyűlésen. Meghalt 1684-ben.

## Művei
- Hetedszakai Reggeli s Estvéli Könyörgések Mellyekkel A' Boldog emlékezetü Solymosi K. Boldisar Erdélyi Unitárius Püspök, És Azon jó emlékezetű Járai János Kolosvári Unitarius Plébános Uramék ő Kegyelmek éltek. Mostan sokaknak lelkeknek épületekre kinyomtattattak Nagy Iklódi toldalagi András költségével. Kolosvár, 1695
- Catechesis. Az az: Keresztényi Vallásra való tanitás. Mely az Erdélyben lévő Unitária Ecclesiáknak és Scholáknak szükségekre mostan ki botsátattott. Kmita Andrásné költségével. Uo. 1698 (többször utánnyomatott, sőt a jelen században is kézikönyv maradt)
- Kéziratban: könyörgések Preces czímmel, meg volt a mult században Kénosi birtokában